# Edward Miziura
Edward Miziura ps. „Kosma” (ur. 18 lutego 1887, zm. 1 lipca 1955) – polski lekarz z tytułem doktora, podpułkownik lekarz Wojska Polskiego i Armii Krajowej.

## Życiorys
Urodził się 18 lutego 1887. Uczęszczał do szkoły podstawowej w Świątnikach, a następnie do gimnazjum w Krakowie. W 1912 ukończył studia na Wydziale Medycznym Uniwersytetu Jagiellońskiego, uzyskując tytuł doktora nauk lekarskich. W latach 1912–1918 odbywał służbę w armii austriackiej, którą zakończył w stopniu kapitana.
Po odzyskaniu przez Polskę niepodległości został przyjęty do Wojska Polskiego. Pracował w szpitalu w Zamościu, następnie został przeniesiony do twierdzy w Brześciu Kujawskim. Brał udział w wojnie polsko-bolszewickiej jako dowódca baonu sanitarnego 2 i 4 Armii, w tym 2 dywizji Legionów. W sierpniu 1920 r. otrzymał awans do stopnia majora. Został przydzielony do szpitali wojskowych w Rzeszowie, Krakowie i Bielsku. W 1922 awansowany do stopnia podpułkownika lekarza ze starszeństwem z dniem 1 czerwca 1919. W 1923 jako oficer nadetatowy 8 Batalionu Sanitarnego służył w Szefostwie Sanitarnym Dowództwie Okręgu Korpusu Nr VIII w Toruniu. Od 21 stycznia 1924 dowodził 3 Batalionem Sanitarnym w Grodnie. W 1928 był oficerem 5 Okręgowego Szefostwa Sanitarnego w Krakowie. W 1933 był prezesem zarządu Związku Oficerów w stanie spoczynku we Lwowie.
Podczas II wojny światowej był oficerem Armii Krajowej, działając pod pseudonimem „Kosma” udzielał pomocy medycznej partyzantom oraz ludności w Łabędziowie.

## Ordery i odznaczenia
- Złoty Krzyż Zasługi (19 marca 1937)[12]

- Medal 10-lecia Polski Ludowej (14 stycznia 1955)[13]
- Odznaka honorowa „Za wzorową pracę w służbie zdrowia” (22 lipca 1954)[14]
- Kawaler Orderu Franciszka Józefa (Austro-Węgry)
- Krzyż Wojskowy Karola (Austro-Węgry)